# Felsődobsza
Felsődobsza ist eine ungarische Gemeinde im Kreis Gönc im Komitat Borsod-Abaúj-Zemplén. Ungefähr ein Fünftel der Bewohner zählen zur Volksgruppe der Roma.

## Geografische Lage
Felsődobsza liegt in Nordungarn, 27 Kilometer nordöstlich des Komitatssitzes Miskolc und 28 Kilometer südwestlich der Kreisstadt Gönc am linken Ufer des Flusses Hernád. Nachbargemeinden sind Hernádkércs, Csobád, Ináncs, Hernádszentandrás und Pere. Die nächste Stadt Abaújszántó befindet sich knapp 9 Kilometer nordöstlich von Felsődobsza.

## Geschichte
Im Jahr 1907 gab es in der damaligen Kleingemeinde 224 Häuser und 1316 Einwohner auf einer Fläche von 2658 Katastraljochen. Sie gehörte zu dieser Zeit zum Bezirk Gönc im Komitat Abaúj-Torna.

## Sehenswürdigkeiten
- Reformierte Kirche, erbaut 1786–1788, der Turm wurde 1875 hinzugefügt
- Römisch-katholische Kirche Jézus Szíve, erbaut um 1930

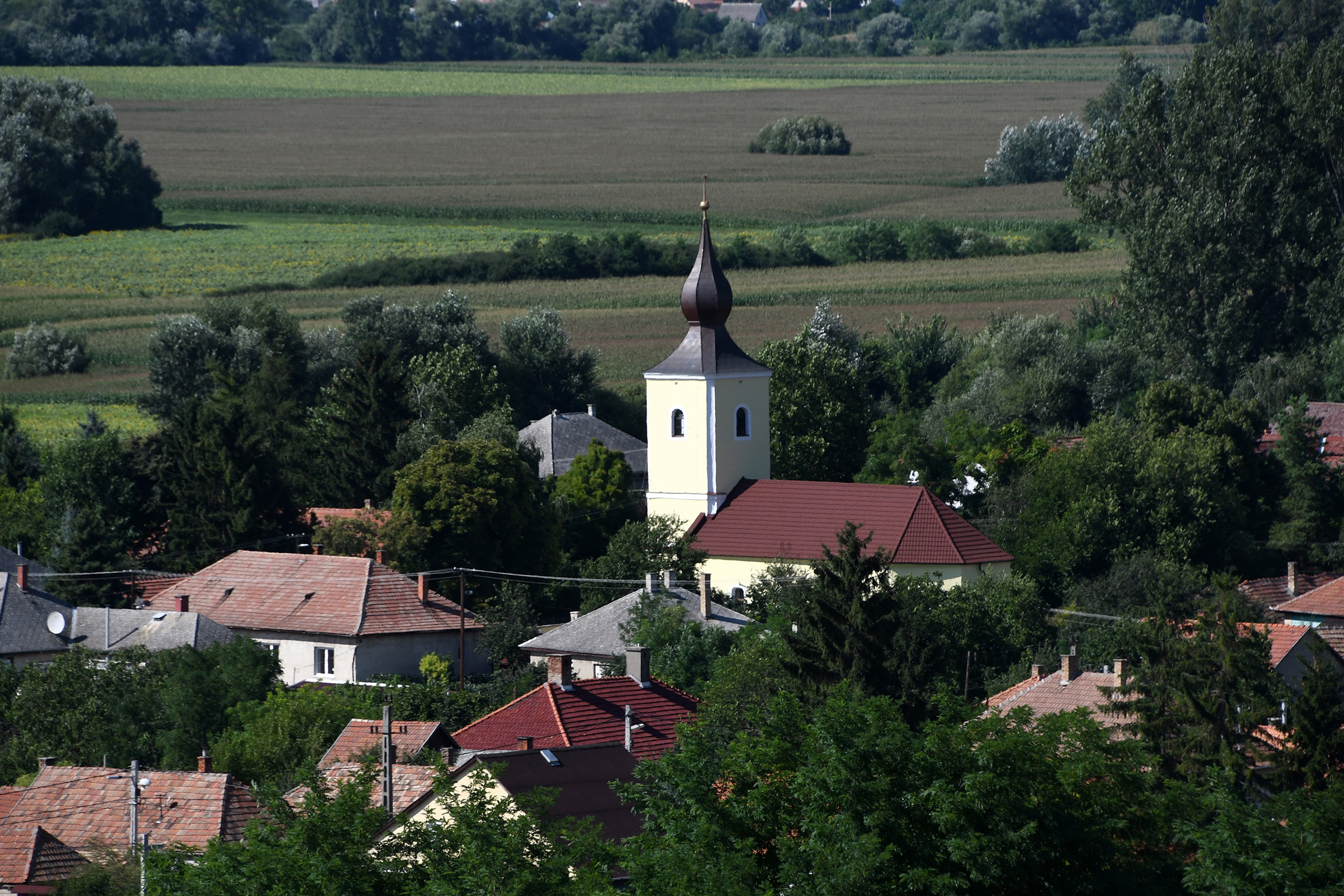
Reformierte Kirche
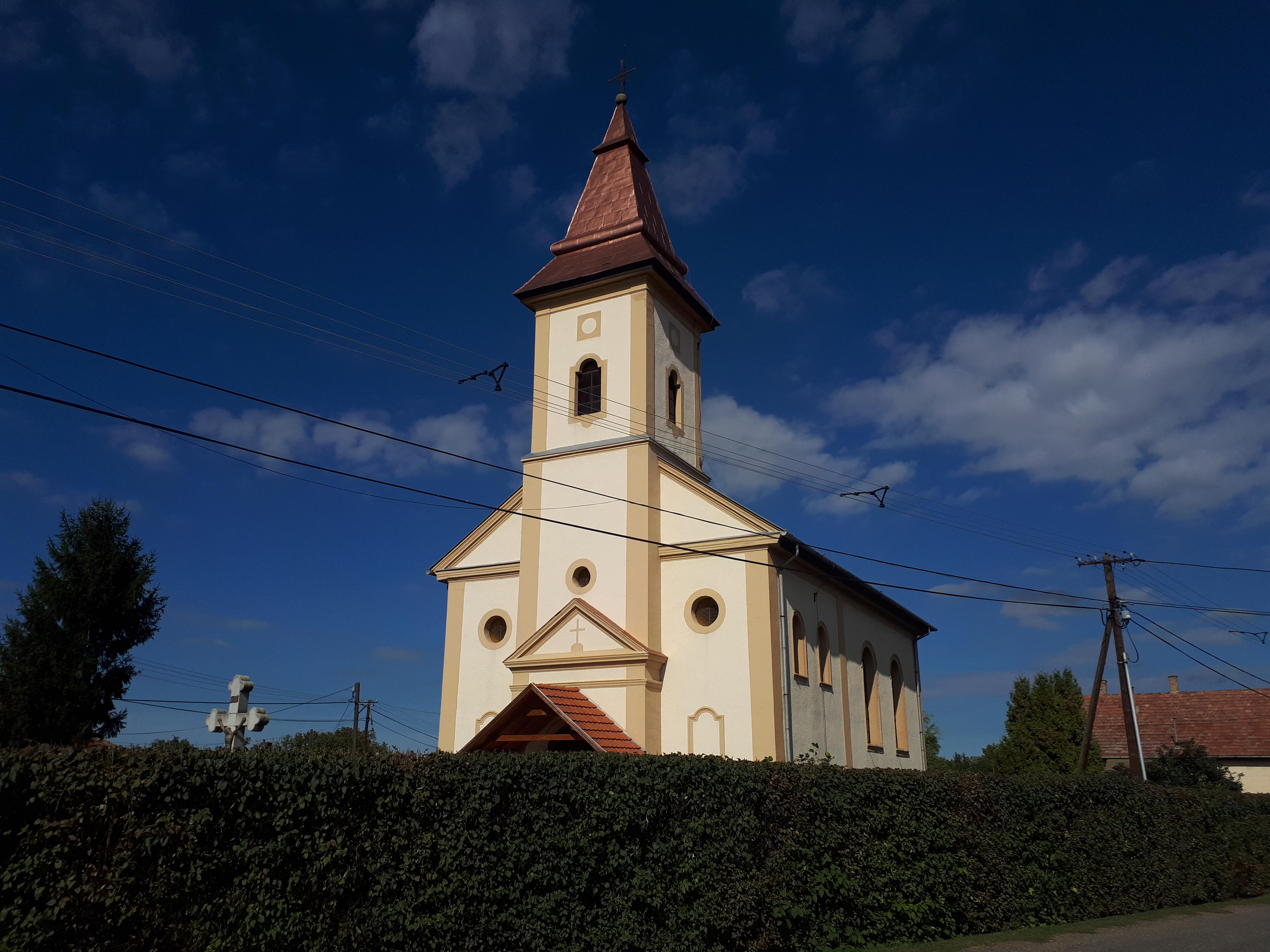
Römisch-katholische Kirche Jézus Szíve

## Verkehr
Durch Felsődobsza verläuft die Landstraße Nr. 3703. Es bestehen Busverbindungen über Halmaj und Szikszó nach Miskolc. Der nächstgelegene Bahnhof befindet sich ungefähr zehn Kilometer südwestlich in Halmaj.